# Alcaston
Alcaston – wieś w Anglii, w hrabstwie Shropshire. Leży 27 km na południe od miasta Shrewsbury i 213 km na północny zachód od Londynu.